# Конрад фон Муре

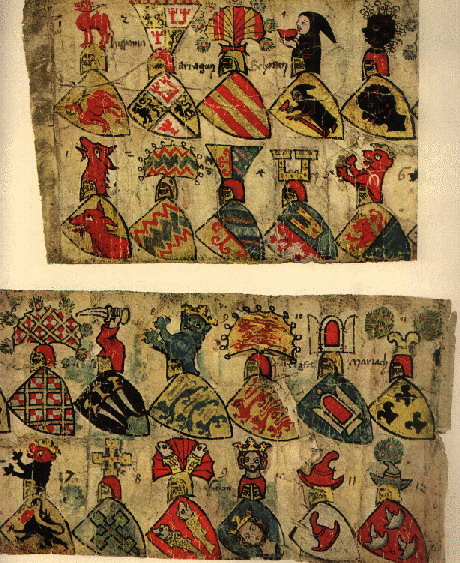
Зображення українського герба в Цюрихському Гербовнику ХІІІ ст.

Конрад фон Муре або Konrad von Mure (нар. 1210 р м. Мурі; пом. 30 березня 1281 в м. Цюрих) — канонік, кантор, ректор Гроссмюнстерської семінарії в Цюриху, автор латинських дидактичних віршів. Автор геральдичної поеми «Clipearium Teutonicorum» (1264), в якій подано опис герба Руського (Давньоукраїнського) королівства.

## Життя
Конрад фон Муре походив з абатства Мури (Швейцарія). Служив в канцелярії короля Рудольфа I Габсбурга.
Навчався та проводив наукові дослідження геральдики Європи в Болоньї та Парижі. З 1233 року він був ректором семінарії в Гроссмюнстерському монастирі в Цюриху.
Написав низку видатних творів свого часу. Займався вивченням гербів та печаток правителів європейських країн ХІІІ ст.
Є автором найдавнішого джерела західно-європейського походження, яке подає відомості з української державної геральдики. Його латиномовна
геральдична поема «Clipearium Teutonicorum», що була написана 1260—1264 рр. описує герби найбільших державних утворень тогочасної Європи, в тому числі й герба Руського королівства (Тризуба).
«Clipearium Teutonicorum» називаються ще одним з найдавніших західноєвропейських гербовників, в якому описані герби королів Франції, Іспанії, Угорщини, Чехії, Англії, Єрусалима, Швеції, Данії, Норвегії та Руси-України.
Трактат «Summa de arte prosandi» (1275) став одним з перших відомих досліджень печаток у контексті способу їх оформлення.

## Твори
- Novus Graecismus (бл. 1244)
- Libellus de naturis animalium (1255)
- Libellus de sacramentis (1260)
- Clipearius Teutonicorum (1264)
- Fabularius (1273)
- Summa de arte prosandi (1275/76)